# Uroplatus phantasticus
Uroplatus phantasticus – gatunek małej jaszczurki z rodziny gekonowatych (Gekkonidae). Nie jest zagrożony wyginięciem. W „magazynie Akwarium” z 2021 roku nazywany jest gekonem liścioogonowym.

## Występowanie
Gatunek ten jest endemiczny dla Madagaskaru, występuje głównie na wschodzie wyspy.

## Morfologia
Długość ciała do 11 cm. Ubarwienie zmienne; od szarego z akcentem brązu, po czerwonawe lub brunatne, niektóre osobniki są po części zielonkawe, natomiast pręgi na ciele imitują żyłkowanie liścia. Na ciele występują liczne bruzdy i wyrostki, nad oczami znajdują się łuski (podobnie jak u gekona scynkowego) w kształcie litery „V”, przypominające trochę rzęsy. Ogon spłaszczony, przypominający liść. Samiec posiada wcięcia na brzegach ogona, których samica nie posiada. Posiada duże, wyłupiaste oczy, bez powiek, z pionowymi źrenicami. Na palcach znajdują się lamele.

## Ekologia i zachowanie
Występuje on w leśnym środowisku, na krzewach, na wysokości do 1,5–2,0 m. Prowadzi nocny tryb życia, dzień przesypia z głową skierowaną w dół. W niewoli można go zobaczyć aktywnego także w dzień.
Gatunek drapieżny; odżywia się głównie owadami, w niewoli można go karmić świerszczami czy karaczanami, dopasowanymi do rozmiaru jaszczurki. W okresie rozrodczym samica suplementuje swoją dietę o ślimaki z rodzaju Helix czy Lissachatina, których muszle są źródłem wapnia (samica przeznacza wapń do tworzenia skorupek jaj).
Dymorfizm płciowy widoczny. Samiec poza wcięciami na brzegach ogona posiada zgrubienia w okolicach kloaki. Samica ma ponadto jako dorosły osobnik woreczki wapniowe, które służą do tworzenia skorupek jaj. Samce wykonują często tańce godowe, wymachując ogonem. Po godach samica wprost na ziemi składa od 1 do 2 jaj, których inkubacja trwa około 90 dni.
Uroplatus phantasticus ze względu na nieposiadanie powiek nawilża swe oczy długim językiem. Dzięki lamelom potrafi się poruszać nawet po pionowych powierzchniach. W przeciwieństwie do innych gekonów w razie zagrożenia nie ucieka, tylko zastyga w miejscu.

## Status
Międzynarodowa Unia Ochrony Przyrody uznaje Uroplatus phantasticus za gatunek najmniejszej troski. Lokalnie jest to gatunek bardzo liczny; trend liczebności populacji uznawany jest za spadkowy. Zagrożeniem dla gekona liścioogonowego jest wyłapywanie w celach terrarystycznych, stąd gatunek znajduje się w II załączniku CITES.